# チョ・ヒョンジェ
チョ・ヒョンジェ（趙 現宰、1980年5月9日 - ）は、韓国の俳優。檀国大学校芸術造形学部演劇映画学科卒。身長180cm、体重70kg。1999年にドラマ『カイスト』（SBS）で俳優デビューした。俳優デビュー以前にはキム・ガンウとともに4人組グループ、ガーディアンで歌手活動をした。2018年に女子プロゴルファーのパク・ミンジョンと結婚、一男一女を儲ける。

## 主な出演作品

### テレビドラマ
- カイスト（1999年-2000年、SBS） - チャン・ドンファ役
- 父と息子（1999年、SBS）
- 黃金の池（2000年、SBS）
- 星の声（2001年、MBC）
- 大望（2002年-2003年、SBS） - 世子（セジャ）役
- ラブレター（2003年、MBC） - イ・ウジン/アンドレア役
- 初恋（2003年、SBS） - ハン・ヨンウ役
- サンシャイン・オブ・ラブ（2004年、SBS） - チョン・ウンソプ役
- STAR'S ECHO～あなたに逢いたくて～（2004年1月30日、フジテレビ･MBC） - ソンジェ役
- 九尾狐外伝（2004年、KBS） - カン・ミヌ／ヒョンス役
- オンリーユー（2005年、SBS） - ハン・イジュン役
- 薯童謠（2005年-2006年、SBS）ソドン（チャン）役
- パパ3人、ママ1人（2008年、KBS） - ハン・スヒョン役
- 私の期限は49日（2011年、SBS） - ハン・ガン役
- 胭脂霸王（2013年、中国湖南TV）
- 花を咲かせろ！イ・テベク（2013年、KBS）
- 帝王の娘 スベクヒャン（2013年-2014年、MBC） - ミョンノン役
- ヨンパリ（2015年、SBS） - ハン・ドジュン役
- 病院船〜ずっと君のそばに〜（2017年、MBC） - チャン・ソンホ役
- 仮面の秘密（2018年、SBS） - カン・チャンギ役

### 映画
- スキャンダル（2003年）
- 愛の喜び（2004年）
- 女優はひどい（2014年）

## CF
- ポカリスエット
- イブコム
- crencia （衣服）

## 受賞歴
- 2003年 SBS演技大賞 ニュースター賞
- 2005年 SBS 10大スター賞
- 2006年 第42回 百想芸術大賞テレビ部門 人気賞
- 2007年 アンドレ・キム ベストスターアワード
- 2011年 第19回　大韓民国　文化芸術大賞　韓流スター賞